# K (animeserie)
K är en animeserie som sändes 2012, serien kan även kallas K Project.

## Handling
Den värld storyn utspelar sig är lik vår egen förutom att det finns övernaturliga fenomen. Individer med exceptionella krafter och karisma kallas kungar. Totalt så finns det sju av dessa som alla tilldelats en färg förutom den färglösa kungen. Dessa kungar kan skapa klanmedlemmar genom att dela sina krafter med andra. Förutom kungarna och klanmedlemmarna finns dessutom så kallade strains som är enskilda individer med övernaturliga krafter, dessa kan rivalisera krafterna hos klanmedlemmarna men inte kungarna.
I animen utspelar sig större delen av storyn i moderna Japan.

## Tidslinje för publikationer
En viss förvirring kan råda hos fans då publikationerna inte nödvändigtvis är i den ordning som de publicerats i. Ett exempel på detta är att när den första animen sändes så publicerades en manga som handlade om tiden innan händelserna i animen. Dock så går det att förstå de olika publikationerna trots detta.

## Publikationer

### Anime
- K (K-Project) - 13 avsnitt (2012)
- K: Missing Kings - film (2014)
- Kommande TV-serie (2015)

### Manga
- K: Memory of Red - 3 volymer (2012)
- K: Stray Dog Story - 1 volym (2012)
- K: Days of Blue - 2 volymer (2013)
- K: The First - pågående (2013)
- Gakuen K - pågående (2014)
- K: Lost small world - pågående (2014)
- K: Countdown - pågående (2014)

### Lättromaner
- K Side:Blue (2012)
- K Side:Red (2012)
- K Side:Black & White (2013)
- K: Lost Small World (2014)

### Officiella sidor
- http://k-project.jpn.com/ (japanska)
- http://k-project.jpn.com/english/ (engelska)

### Information
- http://www.animenewsnetwork.com/encyclopedia/anime.php?id=14732